# 加斯頓群島
加斯頓群島（英語：Gaston Islands），是南極洲的群島，位於葛拉漢地西岸的丹科海岸，處於雷克呂半島西北面2公里，在1898年由比利時探險隊繪入地圖，現時由南極條約體系管理。